# Ludwig Stumpfegger
Ludwig Stumpfegger (Monaco di Baviera, 11 luglio 1910 – Berlino, 2 maggio 1945) è stato un medico tedesco delle SS durante la seconda guerra mondiale, e a partire dal 1944 fu il medico personale di Hitler.

## Biografia
Nato a Monaco di Baviera nel 1910, dopo aver concluso gli studi di medicina, decise di entrare nelle SS il 2 giugno 1933 e in seguito nel Partito nazista (1º maggio 1935). A partire dal 1936 fu l'assistente del professor Karl Gebhardt presso l'ospedale di Hohenlychen, specializzandosi in medicina sportiva. Proprio per l'esperienza accumulata in questo campo, Stumpfegger fece parte del team medico, insieme allo stesso Gebhardt, della rappresentativa tedesca impegnata nei Giochi Olimpici del 1936, svoltisi a Berlino, così come delle Olimpiadi Invernali, svoltesi sempre nel 1936 a Garmisch-Partenkirchen. Nell'agosto del 1937 ottenne la laurea in medicina.
A partire dal 1939 la clinica di Hohenlychen venne utilizzata dalle SS come ospedale militare. Sotto la supervisione dei dottori Gebhardt, Fritz Fischer e Herta Oberheuser, a partire dal 1942 partecipò a diversi esperimenti medici sulle donne internate nel campo di concentramento di Ravensbrück. Tali esperimenti lo portarono a diventare un esperto nei trapianti di osso e di parti di muscolo. Il 20 aprile 1943 fu promosso SS-Obersturmbannführer. Dietro raccomandazione di Himmler fu assegnato alla Wolfsschanze come medico del complesso il 9 ottobre 1944.

### Le circostanze della morte
Nel 1945 Stumpfegger iniziò a lavorare direttamente per Hitler nel Führerbunker a Berlino, sotto la supervisione del dr. Theodor Morell. Dietro richiesta di Hitler, procurò a quest'ultimo delle capsule di cianuro per Blondi, il cane del Führer regalatogli da Martin Bormann, per vedere quanto rapido ed efficace fosse l'effetto del veleno. Mentre l'Armata Rossa avanzava verso il bunker, alcune fonti riportano che aiutò Magda Goebbels ad uccidere i suoi sei figli mentre dormivano nel Vorbunker, prima che lei e il marito Joseph Goebbels si suicidassero. Il 30 aprile 1945, proprio prima di suicidarsi, Hitler firmò un ordine che autorizzava la fuga da Berlino.
Il 1º maggio, Stumpfegger lasciò il Führerbunker con un gruppo che comprendeva Martin Bormann, Werner Naumann ed il comandante della Gioventù hitleriana, Artur Axmann. Il loro gruppo fu uno dei dieci che cercarono di scappare dall'accerchiamento sovietico. Giunti al Weidendammer Brücke, un Tiger cercò di farsi strada nelle linee sovietiche ma fu colpito e distrutto, facendo sbalzare Bormann e Stumpfegger. Attorno all'una di notte, Stumpfegger ed il suo gruppo cercarono di attraversare la Sprea partendo dalla cancelleria del Reich. In seguito, mentre camminavano sulle rotaie per raggiungere la stazione di Berlino Lehrte, Axmann decise di andarsene da solo, proseguendo in direzione opposta a quella dei due compagni.
Non appena si imbatté in una pattuglia sovietica, Axmann tornò di corsa sui suoi passi. Tornando indietro, all'altezza di un ponte nei pressi del deviatoio vide due corpi, nei quali successivamente riconobbe Bormann e Stumpfegger, grazie al chiaro di luna che illuminava le loro facce. Non ebbe il tempo di controllare i corpi, così non riuscì a capire cosa li avesse uccisi.
Nel 1963, un postino in pensione chiamato Albert Krumnow disse alla polizia che l'8 maggio 1945 i sovietici avevano ordinato a lui ed ai suoi colleghi di bruciare due corpi trovati vicino al ponte ferroviario di Lehrter Banhof. Il primo indossava una uniforme della Wehrmacht, mentre il secondo indossava solo la propria biancheria intima. Un collega di Krumnow chiamato Wagenpfohl trovò un libro paga di un dottore delle SS identificato come Dr. Ludwig Stumpfegger. Questi diede il libro al suo superiore, il capo postale Berndt, il quale a sua volta lo consegnò ai sovietici. Questi lo distrussero. Berndt scrisse alla moglie di Stumpfegger il 14 agosto 1945 dicendo:
Scavi effettuati il 20 e 21 luglio 1965 nel sito specificato da Axmann e Krumnow, non portarono alla localizzazione dei corpi. Comunque, il 7 dicembre 1972, alcuni operai rinvennero dei resti umani vicino a Lehrter Banhof, ad appena 12 metri dal luogo che era stato indicato da Krumnow. L'autopsia rivelò che erano stati ritrovati frammenti di vetro all'interno della mandibola di entrambi i corpi, pertanto si giunse alla conclusione che i due si uccisero ingerendo capsule di cianuro per evitare di essere catturati dai sovietici.
Dalle impronte dentarie, ricostruite partendo dai dati del dottor Hugo Blaschke, e ricorrendo a diversi esami, si riuscì a stabilire che le dimensioni dello scheletro e la forma del cranio di uno dei cadaveri erano identiche a quelle di Bormann. Allo stesso modo venne identificato il secondo cadavere come quello di Stumpfegger. Nel 1973 furono effettuate operazioni di ricostruzione facciale sui crani ritrovati, che confermarono l'identità di entrambi gli scheletri. Nel 1999, per togliere ogni dubbio, fu condotto un test sul DNA del primo scheletro, confermando l'identità di Stumpfegger.